# Újsolt
Újsolt là một thị trấn thuộc hạt Bács-Kiskun, Hungary. Thị trấn này có diện tích 32,98 km², dân số năm 2010 là 153 người, mật độ 5 người/km².